# 68 (số)
68 (sáu mươi tám) là một số tự nhiên ngay sau 67 và ngay trước 69.